# Климов, Дмитрий Михайлович
Дми́трий Миха́йлович Кли́мов (род. 13 июля 1933, Лихославль) — советский и российский учёный-механик, специалист в области теоретической и прикладной механики, механики деформируемого твёрдого тела; автор трудов по механике гироскопических систем. Академик РАН (1992), доктор физико-математических наук (1965), профессор (1974). Лауреат Государственной премии СССР (1976) и Государственной премии Российской Федерации (1994).

## Биография
Окончил механико-математический факультет МГУ (1955), дипломную работу выполнил под руководством Н. Г. Четаева.
Работал в НИИ парашютных систем. Затем в Институте прикладной механики, принимал участие в испытаниях ракетной техники на Байконуре.
С 1967 года работает в Институте проблем механики АН СССР (ныне — РАН), с 1990 года по 2004 год — директор института.
В декабре 1991 года Д. М. Климов избран членом-корреспондентом Академии наук СССР по Отделению механики и процессов управления, а в июне 1992 года — действительным членом Российской академии наук по Отделению проблем машиностроения, механики и процессов управления. С 1996 года — академик-секретарь Отделения, с 2001 года — зам. академика-секретаря Отделения.
Член Европейской АН. Лауреат премии Б. Паскаля.
Главный редактор журнала «Известия РАН. Механика твёрдого тела».
Основные научные труды посвящены механике гироскопических и навигационных систем, механике деформируемого твёрдого тела, теории нефтяных и газовых скважин.

## Награды и премии
- орден «Знак Почёта» (1983),
- орден «За заслуги перед Отечеством» IV степени (22 ноября 1999)[1],
- лауреат Государственной премии СССР (1976),
- лауреат Государственной премии Российской Федерации в области науки и техники (10 июня 1994)[2].
- Большая золотая медаль имени М. В. Ломоносова (16 января 2024) — за совокупность пионерских работ в области механики и ее приложений в технике
- Благодарность Президента Российской Федерации (5 февраля 2024) — за заслуги в развитии отечественной науки, многолетнюю плодотворную деятельность и в связи с 300-летием со дня основания Российской академии наук[3].